# Ohtu
Ohtu är en ort i Estland. Den ligger i Keila kommun och i landskapet Harjumaa, i den västra delen av landet, 28 km sydväst om huvudstaden Tallinn. Ohtu ligger 32 meter över havet och antalet invånare är 150.
Terrängen runt Ohtu är mycket platt. Runt Ohtu är det glesbefolkat, med 16 invånare per kvadratkilometer. Närmaste större samhälle är Keila, 4,0 km nordost om Ohtu. I omgivningarna runt Ohtu växer i huvudsak blandskog.